# Abd Allah ibn Chalifa
Abd Allah ibn Chalifa (arab. عبد الله بن خليفة) (ur. 12 lutego 1910 w Stone Town, Unguja, zm. 1 lipca 1963), drugi syn sułtana Chalify ibn Haruba i jego pierwszej żony Sajjidy Matuki bint Hammud.
Mianowany następcą tronu przez swojego ojca w 1929. Po jego śmierci 9 października 1960 został 10. sułtanem Zanzibaru i jego zależności. Członek Zanzibarskiej Rady Wykonawczej (MEC) 1942–1956, przewodniczący Tajnej Rady Sułtańskiej 1960–1963.
Abd Allah miał sześcioro dzieci z jedyną żoną Sajjidą Tuhfą bint Ali:
- Sajjid Dżamszid ibn Abd Allah
- Sajjid Muhammad ibn Abd Allah, ur. 2 marca 1933
- Sajjid Harub ibn Abd Allah, ur. 5 maja 1936
- Sajjida Szurijja bint Abd Allah, ur. listopad 1925
- Sajjida Sindija bint Abd Allah, ur. 1927
- Sajjida Szarifa bint Abd Allah, ur. 1931